# نرت بیچ (مریلند)
نرت بیچ (به انگلیسی: North Beach) شهری در ایالت مریلند کشور ایالات متحده آمریکا است که جمعیت آن در سرشماری سال ۲۰۱۰ میلادی، ۱٬۹۷۸ نفر بوده‌است.